# Sloanea guapilensis
Sloanea guapilensis är en tvåhjärtbladig växtart som beskrevs av Paul Carpenter Standley. Sloanea guapilensis ingår i släktet Sloanea och familjen Elaeocarpaceae. Inga underarter finns listade i Catalogue of Life.